# Wehlburg

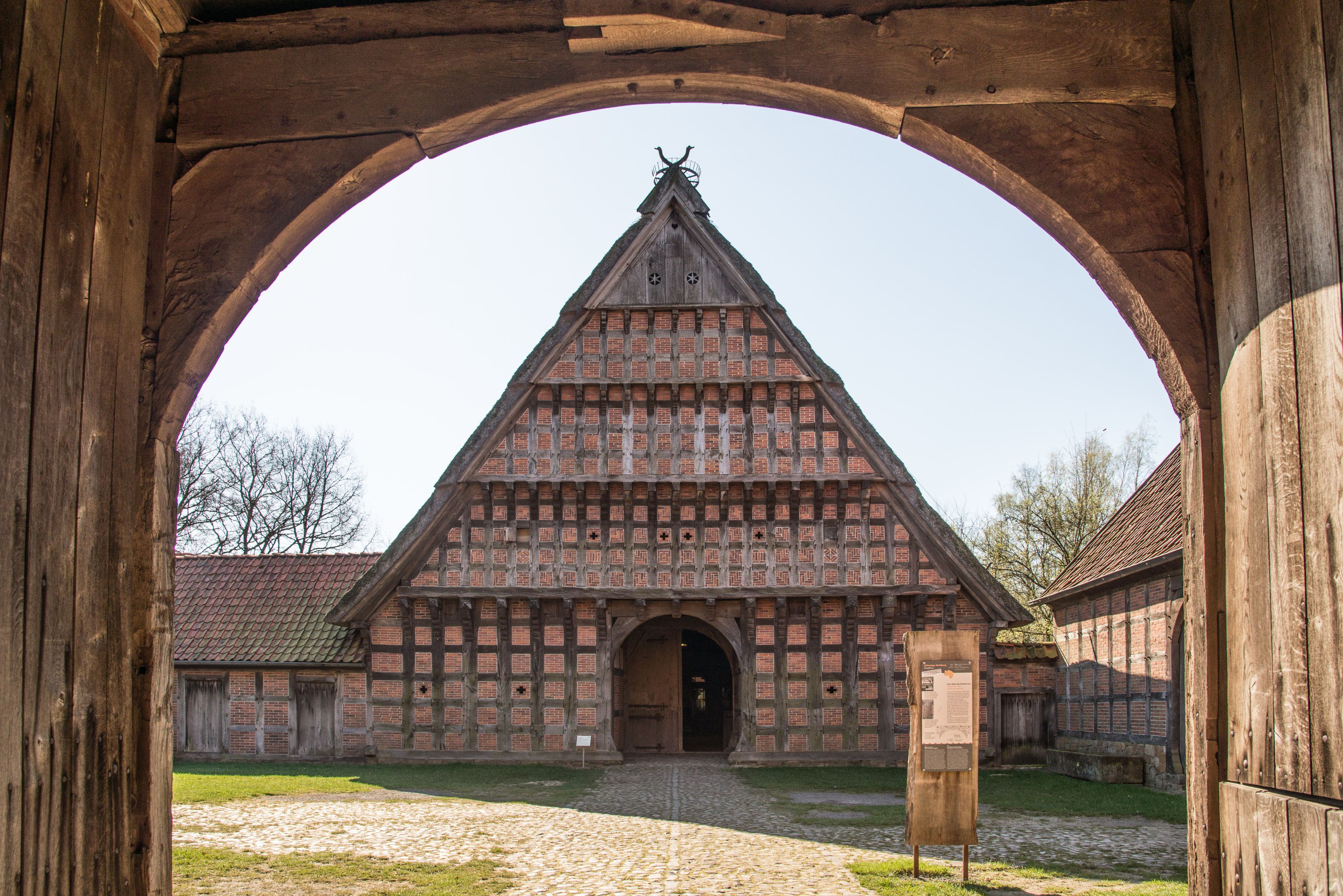
Das Hauptgebäude der Wehlburg im Museumsdorf Cloppenburg, 2018

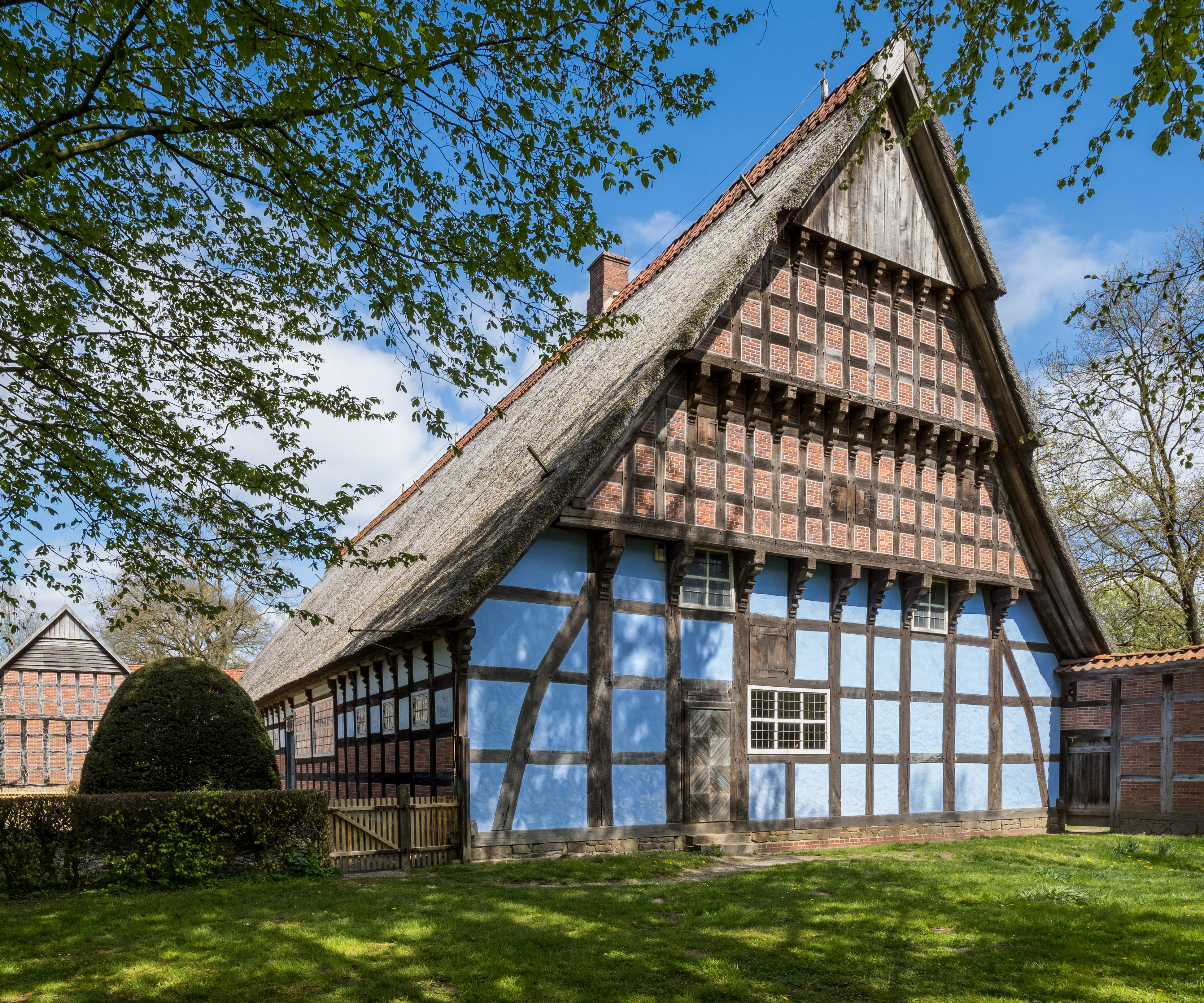
Rückwärtige Giebelseite des Haupthauses

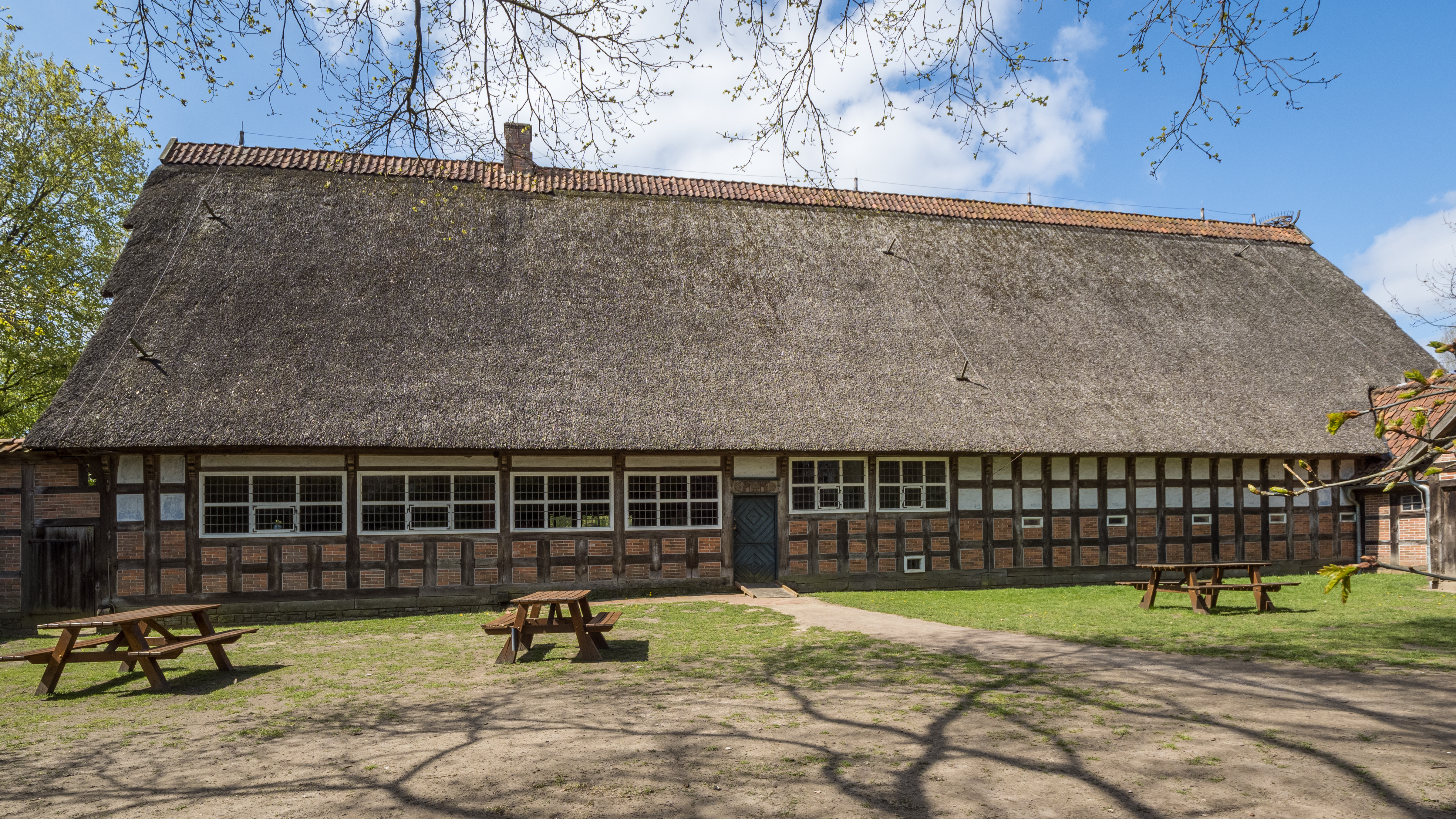
Traufseite des Haupthauses

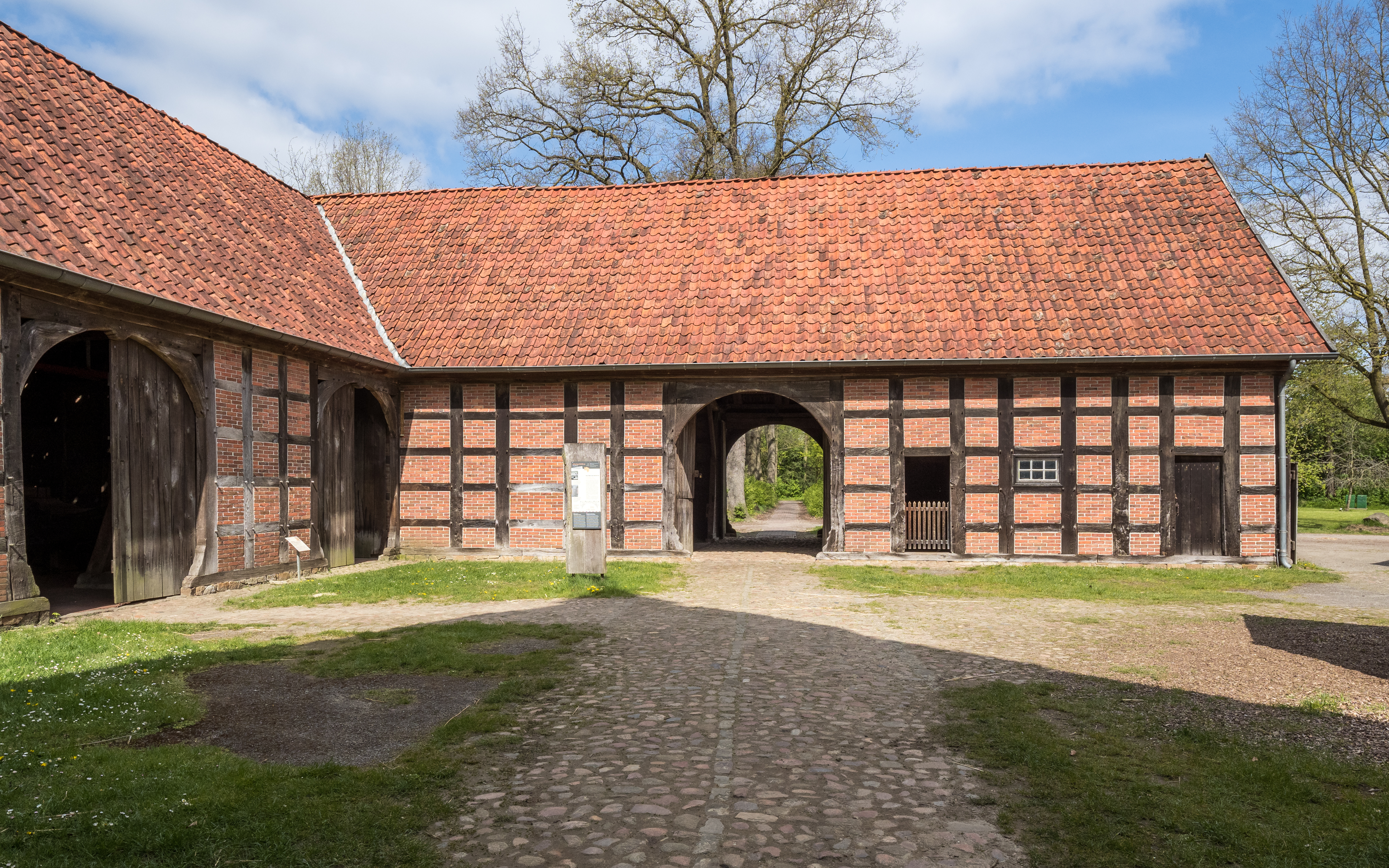
Torscheune hofinnenseitig

Die Wehlburg ist ein ab 1750 auf einer abgegangenen Burgstelle in Wehdel erbautes Gehöft, das 1972 in das Museumsdorf Cloppenburg transloziert wurde. Es besteht aus einem Hauptgebäude in Form eines Hallenhauses und dazugehörigen Wirtschaftsgebäuden. In der Literatur wird das Haupthaus der Wehlburg gelegentlich als eines der schönsten Bauernhäuser Deutschlands bezeichnet.

## Geschichte
Die Hofanlage Wehlburg besteht aus einem Hallenhaus von 1750 als Hauptgebäude, der Torscheune von 1760, dem Backhaus von 1761, dem Schweinestall mit Remise von 1870, der Getreide- und Dreschscheune von 1888, der Remise von 1888 sowie dem Holzschuppen und der Toilette von 1900. Die Gebäude bilden einen für die Region typischen quadratischen Innenhof. Das Hauptgebäude war ein Erbhof und entstand nach Artländer Art in Wehdel. Zur Zeit der Bauerrichtung des Hauptgebäudes gehörte das Artland zum Hochstift Osnabrück, einem reichsunmittelbaren Territorium des Heiligen Römischen Reiches. Im Artland gab es damals einen eigenständigen und wohlhabenden Bauernstand.
Die Wehlburg erhielt ihren Namen nach ihren Erbauern, bei denen es sich laut der Giebelinschrift von 1750 um Henrich Wehlborg und seine Frau Maria, geb. Queckemeyers handelte. Sie trugen ihren Namen in Anlehnung an die mittelalterliche Burg Wehlburg (Wehdel-Borg) in Wehdel. Die Ergebnisse der Ausgrabung auf dem dortigen Burgplatz datieren die ursprüngliche Burg in das Ende des 13. Jahrhunderts. Am Ende des 14. Jahrhunderts erwarben die Herren von Dincklage die Burg. Jedoch schon 1404 verkaufte Jutta von Dincklage die Burg an Otto von Bokraden. 1444 erwarb die Bauernfamilie Raderd die Burganlage, schliff die Burg und planierte den Burgplatz. Als Ersatz ließ sie an anderer Stelle einen großen Hof errichten. Bald wurden die neuen Besitzer Wehdelborger oder Wehlburger genannt. Die wüste Burgstelle war eine Erhöhung ähnlich einer Wurt, die von einem durch das Gewässer Wrau gespeisten Wassergraben umgeben war.
Auf der einstigen Burgstelle errichtete der Zimmermeister Hermann Wehage 1750 das Hauptgebäude der Wehlburg in einem Bauwettstreit um den repräsentativsten Giebel. Dies geschah in Konkurrenz zum Zimmermeister Gerdt Rantze, dem Erbauer des benachbarten Wohnungerhofes, der heute Hof Berner heißt. Bei dem Wettstreit, in dem es auch um die holzreichste Verzimmerung ging, errangen die Bauherren der Wehlburg den Sieg. Der Wettstreit war nur mündlich überliefert, wurde aber durch die Feststellungen bei der Umsetzung des Gebäudes 1972 bestätigt.
In der Mitte des 18. Jahrhunderts waren Besitzungen wie die Wehlburg umfangreiche Wirtschaftskomplexe und dominante Unternehmenseinheiten ihrer Zeit.
Im Jahr 1970 wurde die Wehlburg von der Stiftung Museumsdorf Cloppenburg erworben und von 1972 bis 1975 in das Museumsdorf transloziert. Beim Aufbau stürzte das Hauptgebäude am 13. November 1972 durch den Orkan Quimburga bis auf das Kammerfach (Wohnbereich des Hauses) ein. Unmittelbar danach wurde es wiederaufgebaut.
Die letzte Restaurierung der Wehlburg fand 2017 statt.

## Architektur und Bedeutung

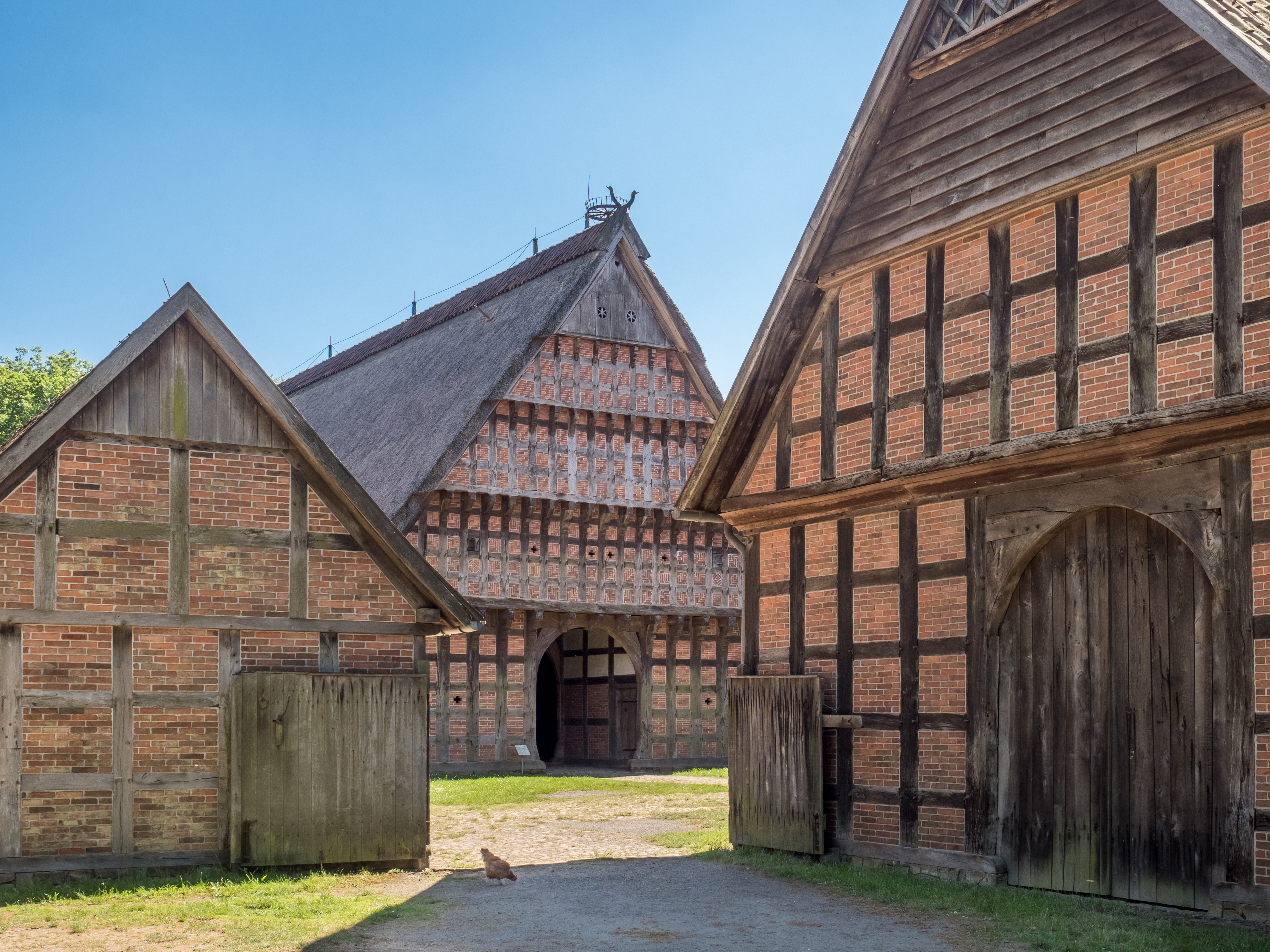
Hoftor, 2017

Das Hauptgebäude der Wehlburg ist ein Hallenhaus in der Ausprägung als Zweiständerhaus mit angedeuteten Kübbungen. Der Bau wurde 1750 begonnen und 1752 fertiggestellt. Er ist 14 Meter breit und 36 Meter lang. Die Errichtung kostete 3500 Reichstaler, was dem Wert von 100 Pferden entsprach. Besonders ausgezeichnet wird es durch seinen vierfach überkragenden Fachwerkgiebel, bei dem die Stiele noch nach gotischer Fachwerkteilung übereinandergesetzt sind. Hinter den vorspringenden vier Stockwerken liegt ein großer Dachraum; der Giebel zeigt eine von unten nach oben von sechs auf drei zurückgehende Zahl von Ziegelgefachen.
Die Wehlburg ist laut Museumsdirektor Helmut Ottenjann der „Höhepunkt ländlicher Profanbaukunst Niederdeutschlands“ und gilt als „Beispiel par excellence für das niederdeutsche Fachwerkhallenhaus“ und als „Krönung der Artländer Bauernhauslandschaft“, der die neuere Hausforschung „eine überregionale Bedeutung“ bescheinigt.
In der Fachwerk-Baukultur bildet die Wehlburg den ländlichen Gegenpol der niederdeutschen Hauslandschaft zum städtischen, hochgestreckten Knochenhaueramtshaus in Hildesheim. In der Brockhaus Enzyklopädie wird die Wehlburg bildlich als Beispiel gezeigt für niedersächsischen Fachwerkbau, an dem im ländlichen Bereich noch sehr viel länger als in den Städten festgehalten wurde.
Im Niedersächsischen Landesmuseum Hannover und im Bersenbrücker Museum im Kloster befinden sich detailgetreue Wehlburg-Modelle im Maßstab 1:20, die der Artländer Künstler Karl Allöder um 1930 geschaffen hat.

## Galerie

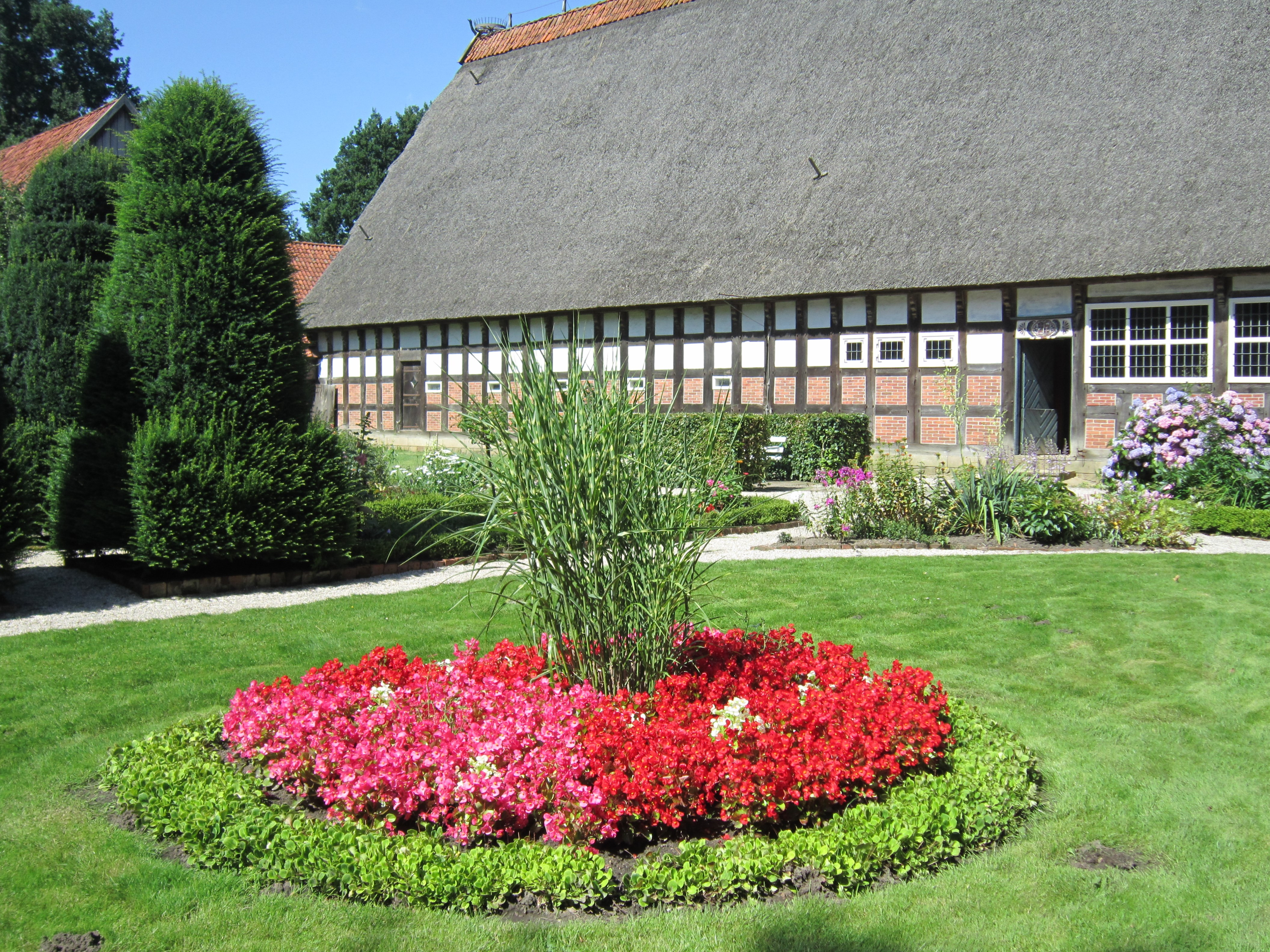
Wehlburg Gartenseite
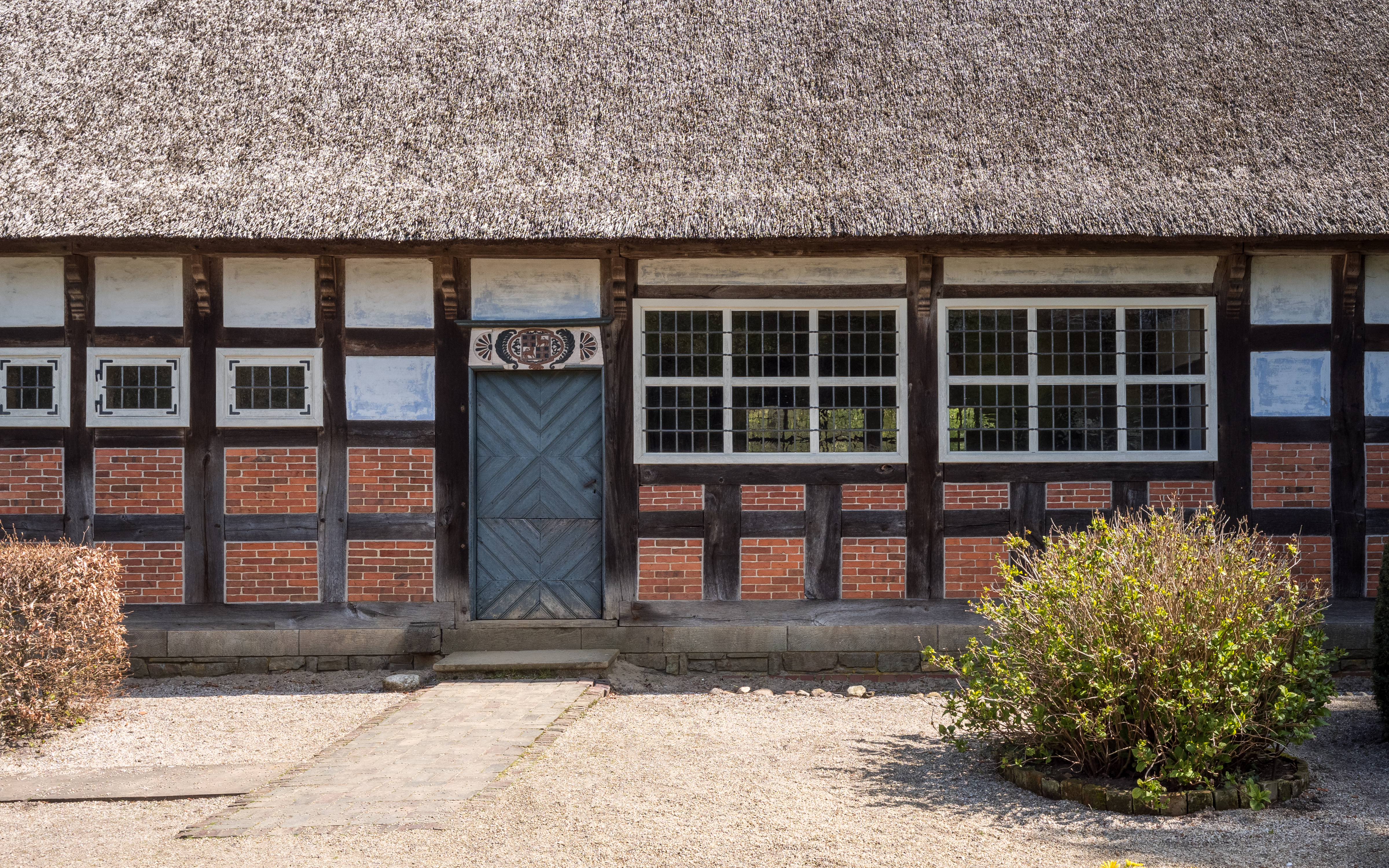
Traufseite Garten
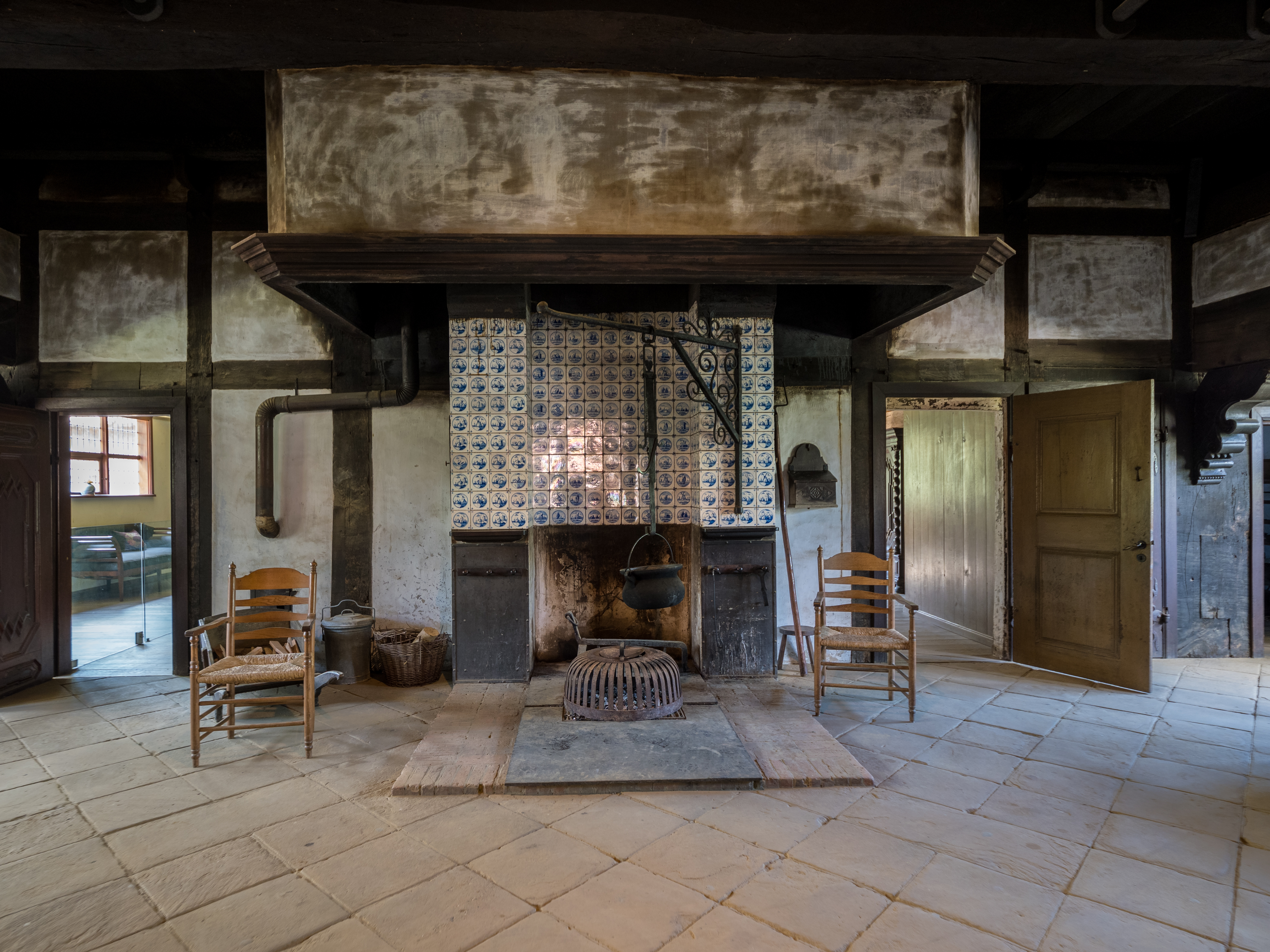
Flett mit Herdstelle
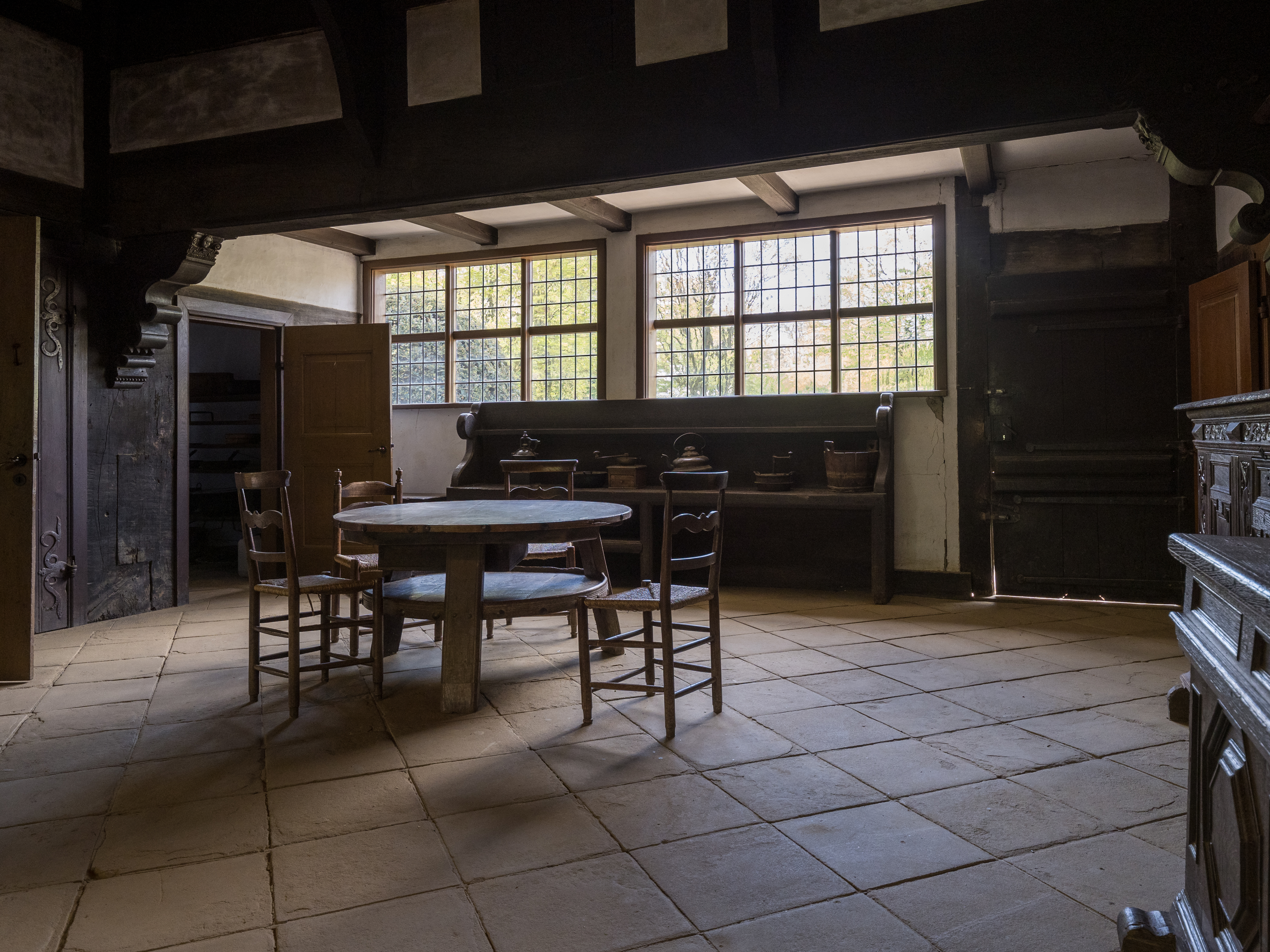
Flett
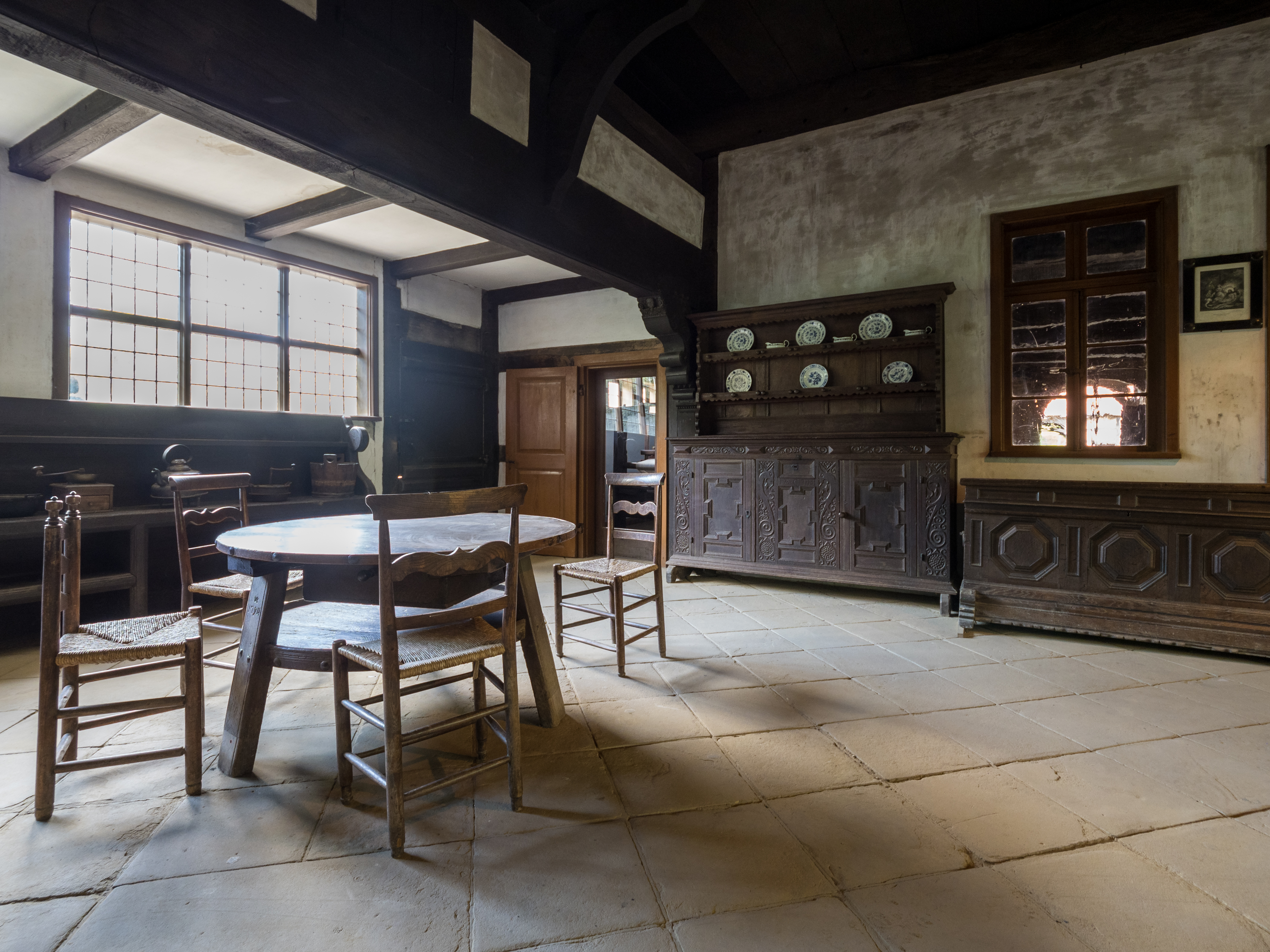
Flett
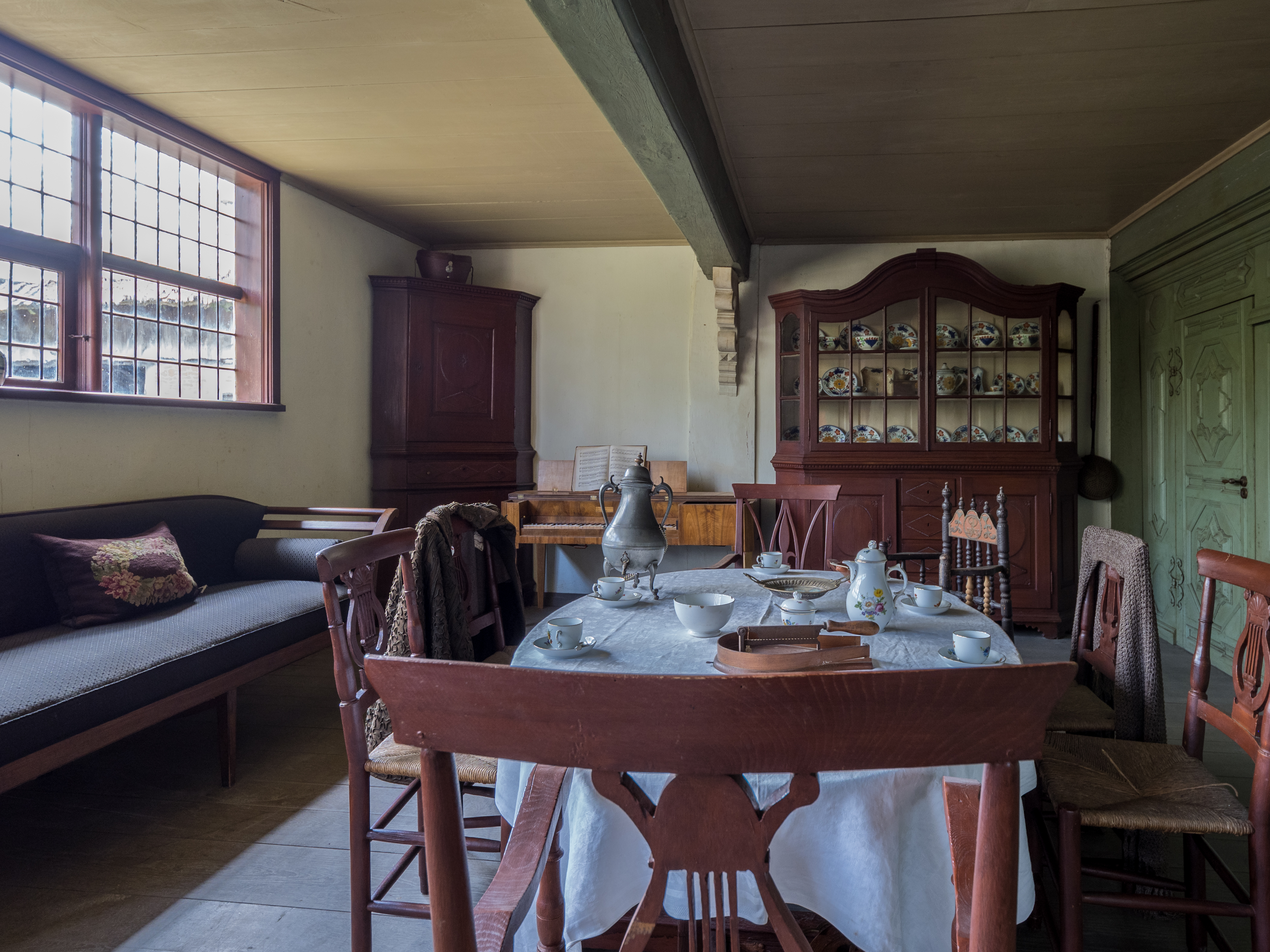
Stube mit Alkoven
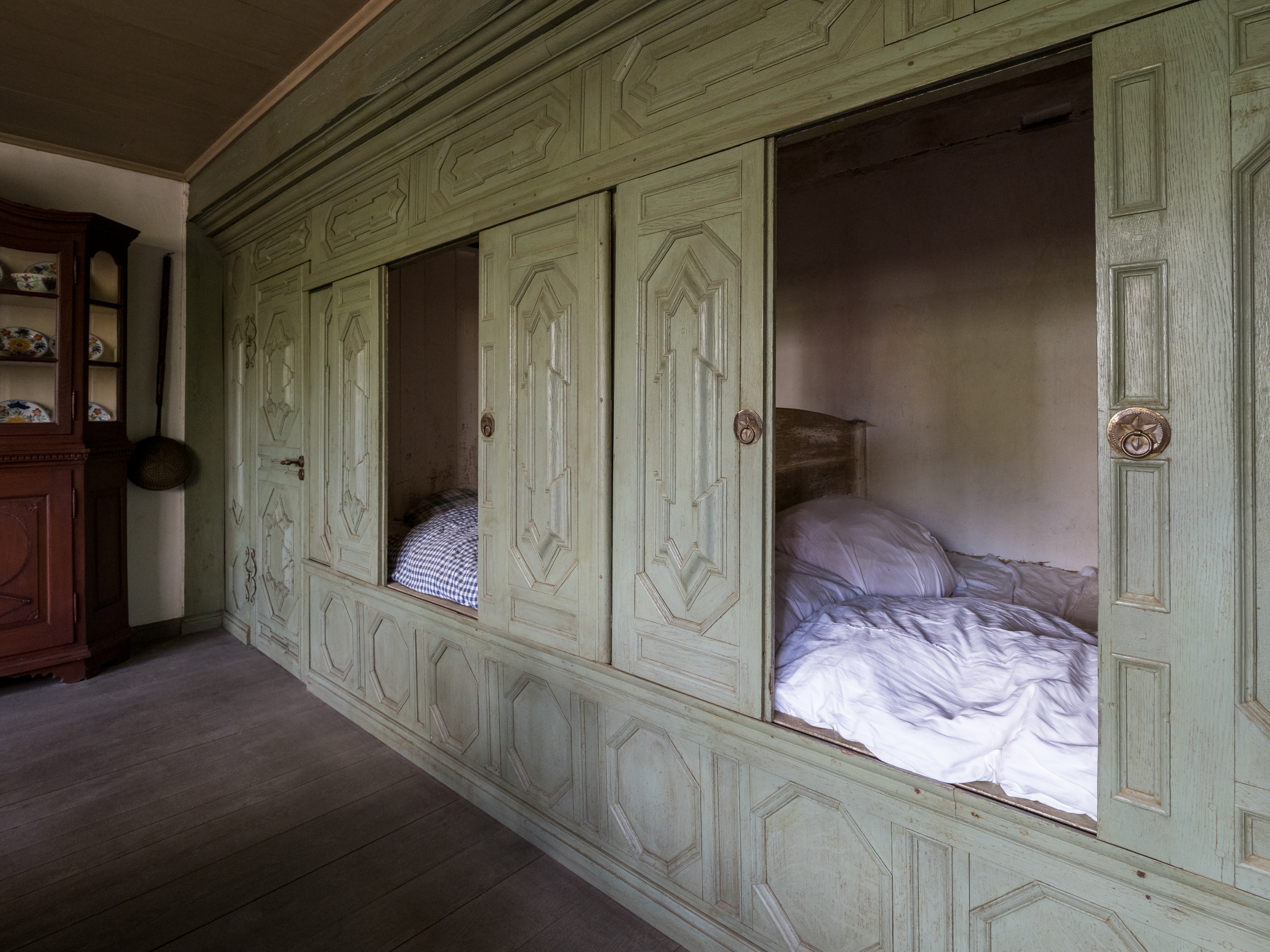
Schrankbetten (Alkoven)